# Niono
Niono è un comune rurale del Mali, capoluogo del circondario omonimo, nella regione di Ségou.
Il comune è composto da 21 nuclei abitati:
- Colonie
- Foabougou
- Kala Nampala
- Kolodougou Coro
- Kolodougou Coura
- Koué Bamanan
- Kouyan Coura
- Kouyan Péguéna
- Kouyan N'Golobala
- Mouroudjah
- Mouroudjah Coura

- Moussa-Wèrè
- N'Djicorobougou
- N'Dolla
- N'Galamadjiancoro
- Nango N3 Sahel
- Niégué
- Niono-Socoura
- Nioumanké
- Seriwala
- Siguinè